# Stari Tjikko
Stari Tjikko klonsko je drvo staro 9.550 godina. Norveška je smreka i nalazi se u nacionalnim parku Fulufjalet u švedskoj provinciji Dalama. 
Otkrio ga je profesor fizičke geografije Leif Kulman koji ga je nazvao po svom psu starom "Tjikku".
Stari tjikko je najstarije poznato živo klonsko drvo na svijetu. Međutim postoje primjeri starijih klonskih kolonija koja se sastoje od niza stabala koji su povezani zajedničkim sustavom korijena, kao što su Pando, čiji se korijenski sustav procjenjuje na više od 80.000 godina.
Tijekom vegetativnog kloniranja, stablo drveta može nestati svakih stotinjak godina, ali sustav korjenja može živjeti tisućama. 